# Kochiomyia gemmicola
Kochiomyia gemmicola är en tvåvingeart som först beskrevs av Marikovskij 1961.  Kochiomyia gemmicola ingår i släktet Kochiomyia och familjen gallmyggor.
Artens utbredningsområde är Kazakstan. Inga underarter finns listade i Catalogue of Life.